# NGC 7455
NGC 7455 (другие обозначения — PGC 70246, MK 523, ZWG 405.21, KUG 2258+070, IRAS22581+0702) — спиральная галактика (Sa) в созвездии Рыбы.
Этот объект входит в число перечисленных в оригинальной редакции «Нового общего каталога».